# Michaił Wołchowskoj
Michaił Nikołajewicz Wołchowskoj (Wołchowski), ros. Михаил Николаевич Волховской (Волховский), ur. 8 września?/20 września 1868 w Połtawie, zm. 8 marca 1944 w Paryżu) – rosyjski wojskowy (generał porucznik), emigracyjny działacz kombatancki

## Życiorys
W 1886 r. ukończył władimirski korpus kadetów w Kijowie, zaś w 1888 Konstantynowską Szkołę Wojskową. Służył w stopniu podporucznika w 43 Ochockim Pułku Piechoty. W 1891 r. awansował na porucznika. W 1898 r. ukończył Nikołajewską Akademię Sztabu Generalnego. Otrzymał stopień sztabskapitana. Służył w sztabie kijowskiego okręgu wojskowego. Od 1900 r. był starszym adiutantem w sztabie 44 Dywizji Piechoty. W 1901 r. w stopniu kapitana objął funkcję starszego adiutanta w sztabie XXI Korpusu Armijnego. Od 1902 r. dowodził kompanią 132 Benderskiego Pułku Piechoty. W 1904 r. w stopniu podpułkownika został sztabsoficerem do specjalnych poruczeń w sztabie XXI Korpusu Armijnego. W 1906 r. dowodził batalionem 46 Odeskiego Pułku Piechoty. W 1908 r. mianowano go pułkownikiem. Od 1909 r. był szefem sztabu 19 Dywizji Piechoty, zaś od 1911 r. 4 Okręgu Samodzielnego Korpusu Straży Pogranicznej. 
Brał udział w I wojnie światowej. Pełnił funkcję szefa sztabu 9 Dywizji Piechoty. Od listopada 1914 r. dowodził 35 Briańskim Pułkiem Piechoty. W listopadzie 1915 r. w stopniu generała majora objął dowództwo brygady 31 Dywizji Piechoty. W lutym 1916 r. został szefem sztabu 112 Dywizji Piechoty, zaś we wrześniu tego roku X Korpusu Armijnego. Od maja 1917 r. dowodził 31 Dywizją Piechoty, która została zukrainizowana. W marcu 1918 r. wstąpił do armii ukraińskiej. Od czerwca tego roku dowodził 7 (przemianowaną na 14) Dywizją Piechoty. W lipcu objął dowództwo IV Korpusu Armijnego. We wrześniu otrzymał stopień generalnego chorążego. Pod koniec 1918 r. sprawował dowództwo obrony Kijowa przed zbuntowanymi oddziałami „petlurowskimi”. Dostał się do ich niewoli, z której zbiegł. Przedostał się do wojsk Białych gen. Antona I. Denikina. Od stycznia 1919 r. znajdował się w rezerwie oficerskiej głównodowodzącego Siłami Zbrojnymi Południa Rosji. W lutym tego roku wszedł w skład komisji do spraw rozpatrywania przydzielania nagród. Następnie dowodził Pułkiem Mieszanym 31 Dywizji Piechoty. W październiku został dowódcą 1 Samodzielnej Brygady Piechoty. Awansował na generała porucznika. W listopadzie dowodził Dywizją Mieszaną. 
Na przełomie 1919/1920 r. przybył do Polski. Mieszkał na Wołyniu, sprawując nadzór nad miejscowymi stowarzyszeniami pułkowymi. W 1928 r. wyjechał do Francji. Zamieszkał w Paryżu. Do 1933 r. przewodniczył Stowarzyszeniu Samodzielnego Korpusu Straży Pogranicznej. Jednocześnie wchodził w skład kierownictwa Zagranicznego Stowarzyszenia Pogranicznego, zostając następnie jego przewodniczącym. Od 1934 r. kierował Stowarzyszeniem Byłych Absolwentów Kijowskiego Korpusu Kadetów.